# Любимов, Павел Яковлевич (историк)
Павел Яковлевич Любимов — первый директор Калужского государственного педагогического института. Руководил вузом с 1948 года по 1950 год. Кандидат исторических наук.

## Биография
Родился 5 мая 1912 года в селе Хотеево (в настоящее время — село в Брасовском районе Брянской области). Окончил исторический факультет Московского областного педагогического института в 1933 году, затем — Высшую Партийную школу. 
В 1931-1933 годах работал сначала учителем, затем заведующим школы колхозной молодёжи в родном селе. В 1934 году — учитель неполной средней школы в селе Бухолово Шаховского района Московской области.
Со 2 декабря 1934 г. и по 1935 год — на службе в рядах Красной армии, курсант артиллерийского полка в городе Ворошилове. Воинское звание — старший лейтенант.
После демобилизации, находясь на различных должностях, постоянно занимался преподавательской деятельностью. В 1935-1939 годах — сначала учитель, затем заведующий учебной частью павловопосадской школы № 5.
С 1939 года — член ВКП(б). В 1939 - 1942 годах слушатель Высшей Партийной школы при ЦК ВКП(б).
В 1941-1942 годах — заведующий отделом пропаганды и агитации Орехово-Зуевского горкома ВКП(б). Одновременно преподавал в Орехово-Зуевском учительском институте.
В 1942 году — заведующий отделом пропаганды и агитации Ново-Петровского райкома ВКП(б).
В 1942-1943 годах — лектор Орехово-Зуевского горкома ВКП(б) и одновременно — старший преподаватель Орехово-Зуевского учительского института.
С 17 мая 1943 года — помощник заведующего отделом Управления пропаганды и агитации ЦК ВКП(б), с 7 сентября 1944 года — помощник начальника того же управления.
С 25 декабря по 18 августа 1948 года — заведующий сектором Управления пропаганды и агитации ЦК ВКП(б).
С августа 1948 года по 1950 год занимал должности директора Калужского педагогического института и, одновременно, Калужского учительского института.
В 1952 году в Московском институте повышения квалификации преподавателей марксизма-ленинизма при Московском ордена Ленина Государственном университете имени М. В. Ломоносова защитил диссертацию «Партия большевиков — организатор и вдохновитель разгрома третьего похода Антанты (разгром Врангеля)» на соискание учёной степени кандидата исторических наук.
С февраля 1955 года по сентябрь 1962 года — доцент заочной Высшей партийной школы при ЦК КПСС.
Впоследствии доцент Всесоюзного заочного инженерно-строительного института.
С 1974 года — персональный пенсионер союзного значения

## Деятельность на посту директора КГПИ
На пост директора КГПИ был направлен решением Секретариата ЦК ВКП(б). Одновременно возглавлял подлежавший закрытию Калужский учительский институт, вошедший в структуру КГПИ в составе из четырёх отделений: исторического, естественно-географического, русского языка и литературы, физико-математического.
П. Я. Любимов руководил вузом в период его становления, обеспечивал приём в него первых студентов. Набор абитуриентов производился на 4 факультета, действовавшие с момента открытия КГПИ, — естествознания, истории, русского языка и литературы, а также физико-математический.
Главные усилия П. Я. Любимова были направлены на организацию учебного процесса, пополнение кадрового состава, обеспечение учебных помещений оборудованием и теплом. Большое внимание уделялось комплектованию библиотечного фонда. 
В 1950 году вышел первый сборник «Учёных записок» КГПИ.

## Публикации
- Апрельские тезисы В. И. Ленина. / Н. В. Алексеева, П. Я. Любимов. VII (Апрельская) Всероссийская конференция большевиков: Лекция по курсу «История КПСС». — Министерство высшего и среднего специального образования РСФСР. Всесоюзный заочный инженерно-строительный институт. — М., 1959. — 55 с[8].
- Методическое указание к изучению курса «История Коммунистической партии Советского Союза». М.: Всесоюзный заочный инженерно-строительный институт, 1962. — 18 с.

## Награды
- Орден «Знак Почёта» (17.11.1945)
- Медаль За доблестный труд в Великой Отечественной войне 1941—1945 гг.
- Медаль «За оборону Москвы» (29.09.1944)[9][10]
- Медаль «В память 800-летия Москвы»